# 3155 Lee
A 3155 Lee (ideiglenes jelöléssel 1984 SP3) a Naprendszer kisbolygóövében található aszteroida. Brian A. Skiff fedezte fel 1984. szeptember 28-án.